# Національна економічна рада
Національна Економічна Рада (англ. National Economic Council, Inc.) — американська консервативна політична організація, що протягом найбільшого періоду своєї історії очолювалась юристом, активістом та лобістом Мервіном К. Гартом. 

## Заснування
Національна економічна рада заснована як Економічна Рада Штату Нью-Йорк 13 листопада 1930 року Мервіном К. Гартом, Александром Д. Фальком, Дж. Гарві Вільямсом, Ілоном Г. Гукером, Едгаром Г. Беттсом, Робертом С. Бінкердом, Генрі К. Смітом та Джоном П. Майерсом. Відповідно до реєстраційних документів організація була створена для: стимулювання та розвитку економічного життя штату Нью-Йорк, заохочення уряду штату та місцевих адміністрацій до практикування мудрої економіки, підштовхування підприємців та інших лідерів до участі в громадських справах, сприяння розумінню підприємцями та іншими лідерами проблем урядування, сприяння розумінню державними службовцями фундаментальних потреб промисловості та заохочення збалансованого економічного та соціального розвитку штату Нью-Йорк.
6 квітня 1943 року організацію було перейменовано на Національну економічну раду, а також розширено цілі діяльності, якими стали: стимулювати та розвивати економічне життя США, заохочувати уряд (федеральний, уряди штатів та місцеві уряди) до розумної економії державних витрат; заохочувати людей до участі в громадських справах; сприяти формуванню інформованої громадської думки щодо основних політичних, соціальних, та економічних проблем США та розумінню державними службовцями важливості та потреб приватного підприємництва; заохочувати збалансовану економіку в США відповідно до принципів конституційної свободи; виховувати повагу до Конституції та законів країни; завжди виступати за свободу і незалежність США; і вжити таких законних і відповідних заходів для досягнення цих цілей, які будуть здаватись належними виконавчому комітету або директорам організації.

## Діяльність

### Лобізм
У перші 17 місяців після прийняття Закону про федеральне регулювання лобізму 1946 року Національна економічна рада не реєструвалась як лобістська організація, тому, що як стверджував Мервін К. Гарт, її діяльність не підпадала під види діяльності, зазначені в законі. Однак, 21 січня 1948 року Національну економічну раду було зареєстровано як лобістську організацію. В реєстраційних документах вказувалось, що метою організації було «допомагати розвитку інформованої громадської думки щодо основних політичних, економічних та соціальних проблем держави».

### Опозиція деяким аспектам плану Маршалла
В 1948 році, виступаючи на слуханнях Конгресу щодо надання Європі допомоги у відновленні, Мервін К. Гарт висловив протест проти надання допомоги країнам, які, на його думку, дотримуються соціалістичного курсу. Він сказав: «У різних європейських країнах, як я вже сказав, витрачання цих величезних сум грошей зміцнить там соціалізм. Я не згоден із твердженням, що найкращий спосіб боротьби з комунізмом — це соціалізм, оскільки комунізм і соціалізм значною мірою є рідними братами. І хоча в різних країнах соціалістичні партії дотримувалися дещо різних догматів, проте всі вони виступають проти єдиної системи, в яку ми, американці, віримо, а саме – в дане Богом право людини володіти приватною власністю та передавати її, за умови розумного оподаткування, своїм дітям. Отже, політичні наслідки прийняття нами цього плану Маршалла щодо цих європейських країн полягає в тому, що ми будемо просувати саме ту систему, в яку ми не віримо». Він також висловив подив, що до плану Маршалла не було включено Іспанію. На його думку, імовірність того, що Іспанія буде більш сумлінним боржником, тобто буде вчасно виплачувати борг, була досить високою. 

### Опозиція до федерального фінансування освіти
В 1947 році Мервін К. Гарт виступав на слуханнях Комітету з освіти та робочої сили Палати представників США, де окреслив позицію Національної економічної ради з питань федерального фінансування з освіти. Він виступив проти такого фінансування і навів чотири головні причини.
По-перше, зазначив Гарт, федеральне фінансування освіти означатиме встановлення федерального контролю над освітою. Гарт вказав на те, що законопроекти про федеральне фінансування освіти передбачають такий контроль у формі необхідності, щоб штат підпадав під певні критерії, визначені законопроектом; вимоги, щоб штат звітував Конгресу про отримані федеральні кошти; вимоги, щоб штат проводив аудит витрачених коштів, а також вимога, щоб місцеві шкільні округи також звітували; вимоги, щоб штат звітував Міністру освіти про законодавство, що може бути прийнято владою штату у зв’язку із федеральними коштами. Крім того, Гарт звернув увагу на те, що за законопроектами, федеральні кошти будуть доступні тільки тому штату, який витратив таку ж суму в розрахунку на кожного учня, яку він витратив в 1947 податковому році. Гарт зазначив, що з прийняттям законів про федеральне фінансування освіти федеральний контроль над освітою стане «найбільшим досягненням колективістів у Сполучених Штатах.». Він додав, що з прийняттям цих законопроектів Вашингтон диктуватиме, що робити американській освіті.
По-друге, Гарт стверджував, що запропоноване законодавство про федеральні кошти на освіту зробить ще тяжчим бюрократичний тягар. Він зазначив, що запропоноване законодавство передбачає, що федеральний уряд збиратиме податки зі штатів, кошти яких будуть перерозподілятись бюрократами у Вашингтоні, а потім ці перерозподілені кошти надсилатимууться назад до штатів. Така схема, вказав Гарт, коштуватиме додаткових грошей, а також означатиме більше регулювання: потрібно буде заповнювати більше форм, виконувати більше правил та постанов. Гарт сказав: «На відміну від французів, американці не люблять бюрократичний уряд. Вони хочуть його бути якомога меншим.
По-третє, Гарт зазначив, що кількість федеральних коштів, що виділятимуться на освіту, буде постійно зростати. Він зазначив, що скоротити бюджетні асигнування – одна з найважчих речей у світі. По-четверте, Гарт стверджував, що американська освіта погіршала порівняно з минулими часами не дивлячись на те, що в неї вкладалось багато коштів. Він частково звинуватив у цьому надмірну бюрократію в штатах. Він зазначив, що в багатьох штатах освіта перетворилась на пропагандистську машину, в той час як реальній освіті не приділяється достатньої уваги. 
В 1959 році Національна економічна рада підтримала запропоновану поправку до Конституції США, відповідно до якої за штатами закріплювався виключний контроль над державними школами. На слуханнях Комітету судової влади Сенату США Гарт заявив, що за своєю суттю освіта – це місцева справа і справа штатів, а не федерального уряду.

### Опозиція до Північноатлантичного договору
В 1949 році на слуханнях Комітету закордонних справ Сенату США віце-президент Ради Гріффіт виступив проти Північноатлантичного договору. Він назвав три головних причини такої позиції. По-перше, в США існувала традиція уникати постійних альянсів, оскільки перебування в постійному альянсі обмежує свободу дій. Гріффіт зазначив, що така політика виробилась з огляду на політичні відносини, а також – на уроки історії. Крім того, представник Ради зазначив, що, не дивлячись на те, що заявленою метою підписання договору є дотримання миру, сам по собі договір «робить війну неминучою».
По-друге, Гріффіт зазначив, що суть та положення договору суперечать реалізму. Договір, казав Гріффіт, зобов’язує США захищати те, на захист чого в США не має сил. Крім того, звернув увагу Гріффіт, договір накладав на США військовий, економічний та фінансовий тягар, занадто тяжкий для економіки США. Договір, за словами Гріффіта, передбачав підтримку союзників, які були не активом, а тягарем. На додаток, Гріффіт робить спостереження, що договір зобов’язує США до неможливого: (1) бути світовим поліцейським; (2) бути світовим постачальником зброї; і (3) фінансистом половини світу. Гріффіт відкинув аргумент про те, що СРСР теж противився Північноатлантичному договору. Він зазначив, що це є добре прорахований план, завдяки якому ресурси США будуть надмірно виснажені. Він підсумував: «Я припускаю, що їхня опозиція спрямована на те, щоб підштовхнути нас до договору психологічною реакцією, а не на те, щоб залишити нас поза ним. Ми не повинні потрапити в цю пастку.»
По-третє, зазначив Гріффіт, існувала альтернатива Північноатлантичному договору. Він визнав, що альтернатива не була ідеальною, і не гарантувала абсолютної безпеки, але була розумнішою за те, щоб збанкрутувати задля створення балансу сил, який замість того, щоб відвернути війну, забезпечить її неминучість. Альтернатива, відповідно до Гріфіта, полягала в наступному: зберегти свободу дій для США; викорінити комуністів та симпатиків комуністів з уряду, накласти на них суворі штрафи; створити справжню зону оборони західної півкулі із настільки далеко розташованими форпостами, наскільки дозволяє географія та політика; звільнення власних економічних ресурсів шляхом зменшення державних витрати, і, зокрема, припинення програми держави добробуту; визнати, що США не може захистити всіх.

### Підтримка поправки Бьорда-Бріджеса
В 1955 році Національна економічна рада виступала за поправку Бьорда-Бріджеса, яка передбачала внесення в Конституцію США, положення, яке б вимагало балансування федерального бюджету США. Президент Ради, Мервін К. Гарт, надіслав до Сенату США письмову заяву на підтримку цієї поправки. У своїй заяві він вказав, що поправка робила незаконним переривання роботи Конгресу більше ніж на 3 дні, поки бюджет не буде збалансований на наступний фінансовий рік. Гарт визнав, що навіть в разі прийняття такої поправки, не було способу гарантувати, що буква поправки буде дотримана, оскільки ніхто не може наказувати Конгресу. Однак, зазначив Гарт, якщо Конгрес прийме цю поправку і якщо її ратифікують 36 штатів, вона матиме велику моральну силу. Поправка, за словами Гарта, встановила б, що Конгресу та адміністрації було заборонено витрачати кошти, що перевищували річний дохід.

### Інформаційна діяльність
Національна економічна рада випускала інформаційний бюлетень The Economic Council Letter раз на два тижні. Також Рада випускала збірник рецензій на книги The Economic Council Review of Books, редактором якого спочатку був письменник Альберт Джей Нок, а потім — відома американська письменниця та журналістка Роуз Вайлдер Лейн. Крім того, Рада видавала книги та памфлети.
В рамках інформаційної діяльності Національна економічна рада неодноразово атакувала навчальні посібники, за якими навчались у вищих освітніх закладах в США. В 1947 році Лорі Таршис, колишній учень Джона Мейнарда Кейнса, та викладач в Стенфордському університеті написав підручник «Елементи економіки: вступ до теорії цін та зайнятості» (англ. The Elements of Economics: an Introduction to the Theory of Price and Employment), в який виклав основи економіки з точки зору кейнісіанства.
Невдовзі після публікації книга Таршиса зазнала різкої критики в рецензії, написаній для Національної економічної ради Роуз Вайлдер Лейн. Мервін К. Гарт розіслав рецензію Лейн до всіх опікунських рад коледжів. Після рецензії Лейн з’явились інші розгромні відгуки про книгу. До членів опікунської ради Стенфордського університету та президента університету стали надсилати листи з вимогою звільнити Таршиса та вилучити книгу з навчальної програми. Стенфордський університет твердо стояв на своєму та не змінив позиції, але інші коледжі не були такими твердими. Багато коледжів відмовились від навчального посібника Таршиса, і в результаті продажі книги різко впали.

## Спонсори
В період між 1 серпня 1946 та 31 грудня 1949 року, наступні організації пожертвували більше ніж 500 доларів США на діяльність Національної економічної ради: Empire State Inc., Gulf Oil Corporation, Lone State Cement Corporation, Texas Co., Mohawk Carpet Mills, Pure Oil Co., William Volker & Co, Union Carbide & Carbon Co., Tobin Packing Co., Armco Steel Corporation, S.H. Kress & Co., Vick Chemical Co., Monsato Chemical Co., Фонд Вільяма Волкера та багато інших.
Серед людей, що здійснювали пожертвування на користь Ради були: американські бізнесмени Джон Дж. Рескоб, Ламмот Дюпон, Ірене Дюпон, Чарльз Пейсон та ін.

## Звинувачення в антисемітизмі
Національну економічну раду та особисто Мервіна К. Гарта звинувачували в антисемітизмі. В 1951 році Джордж Келлман у виданні The American Jewish Year Book зазначив, що Мервін К. Гарт використовував інформаційний бюлетень Національної економічної ради, The Economic Council Letter, для висловлювання своєї упередженості проти сіонізму, фактично урівнюючи його з комунізмом. Келлман вказує на те, що в The Economic Council Letter від 15 червня 1949 року написано, що сіонізм та комунізм визначали та контролювали всю закордонну політику США с 1933 року. В тому ж випуску бюлетеню, звертає увагу Келлман, Гарт застерігає християн від підтримки єврейської організації United Jewish Appeal, стверджуючи, що частина зібраних організацією грошей буде використана, щоб знищити рештки християнства в Палестині.
В 1957 році у тому самому виданні  Джордж Келлман звернув увагу на те, що одна з груп, що підтримувала сегрегацію в школах США, розсилала листи, до яких додавалаThe Economic Council Letter, від 1 серпня 1955 року, в якому різко критикувалась десеграція та вказувалось на те, що існувала «єврейська організаційна підтримка» цього заходу. В 1960 році, в тому ж виданні, Джордж Келлман зазначив, що в The Economic Council Letter від 15 квітня 1960 року Гарт написав, що справа не в тому, чи є «Протоколи сіонських мудреців» автентичними, а в тому, чи є вони пророцтвом того, що зараз справджується. Далі, Гарт пише: «І більшість проінформованих американців вважали б їх [протоколи] дійсно точним пророцтвом». Келлман також звертає увагу на те, що Гарт піддає сумнівам автентичність «Щоденника Анни Франк».
Елсворт та Гарріс теж відмічали антисемітизм в інформаційних бюлетенях Національної економічної ради. На їхню думку, в The Economic Council Letter від 15 березня 1958 міститься короткий виклад сучасної американської анти-єврейської позиції та її ставлення до Ізраїлю. Автори звертають увагу на те, що, хоча Гарт стверджував, що американські євреї мають такі самі права, які й усі американці, він потім дає зрозуміти, що вони не мають права (в офіційних групах) працювати над десегрегацією, правом громадянських свобод, змінами в імміграційному законодавстві, поразкою консервативних політичних кандидатів, допомогою Ізраїлю, відокремленням церкви і держави в державній освіті, або світовим урядом - особливо світовим урядом, який «включав би Ізраїль і керувався б "етикою" Ізраїлю». Елсворт та Гарріс вважають, що Гарт вірив, що всі євреї, незалежно від того, чи працюють вони публічно в організованих групах чи приватно як окремі особи, належать до закритої міжнародної корпорації, яка співпрацювала з комуністами, щоб «перетворити Американську республіку на щось дуже відмінне від того, чим вона завжди була» - насправді, щоб підпорядкувати її світовому уряду.
У лютому 1950 року Ісаак Дон Левін, представник єврейського правого істеблішменту та редактор видання Plain Talk, опублікував на першій сторінці статтю проти Мервіна Гарта та його текстів у The Economic Council Letter  під назвою «Дивна справа Мервіна К. Гарта». Гарт, як писав Левін, був «троянським конем», який, привносячи в «благородну справу свободи заражені елементи ненависті та громадянського конфлікту» — іншими словами, доповнюючи свій антикомунізм антисемітизмом — «мимоволі служить спільному ворогу  і сприяє розколу та руйнуванню сталінської п’ятої колони». «Пан Гарт, – писав він, – достатньо хитро називає сіоністів лише меншістю серед євреїв США, але  безсумнівно, панівною та всемогутньою меншістю. І все ж жодна справедлива людина не може читати пана Гарта і неправильно тлумачити його задум: кожен єврей є сіоністом, кожен сіоніст є комуністом, кожен єврей є ворогом християнства». І слова Гарта були небезпечними, враховуючи його базу прихильників і попередні заяви — Левін зазначив, що Національна економічна рада мала підтримку «капітанів індустрії, видатних членів адвокатури, політиків, священнослужителів і педагогів», і що Гарт активно заохочував своїх читачів купувати вогнепальну зброю для підготовки до комуністичного повстання.
Гарт, зі свого боку, назвав колонку Левіна наклепом і сказав, що «Plain Talk показав, що він аж ніяк не є неприхильним до соціалізму, брата-близнюка комунізму». Він заперечував, що налаштований проти євреїв, вказуючи на те, що в Національної економічної ради «завжди були єврейські члени та прихильники». Гарт додав, що основна проблема Левіна, як сіоніста російського походження, полягала в тому, що він був «анти-язичником» і що він «явно не розуміє ставлення до чесної гри, яку давно практикують справжні американці».
Роберт Лефевр, бізнесмен, радіоведучий та лібертаріанський активіст, який короткий час у 1954 році був віце-президентом Національної економічної ради, також відмічав антисемітські риси у Мервіна К. Гарта, хоча й зазначив, що Гарт не був відкритим антисемітом. Перед тим, як погодитись працювати в Національній економічній раді, Лефевр написав листа Мервіну, в якому зазначив: «Мені здається, що Мервін, як показала наша невелика неофіційна розмова, що в одній сфері в нас не має повної згоди і це стосується сфери сіоністського питання... Я трохи збентежений усією розмовою, тому я хотів би офіційно заявити вам наступне. Перш ніж я міг би розглянути будь-яку пропозицію роботи з будь-якою зарплатою, мені потрібні повні та залізні гарантії, що в жодному з моїх текстів, виступів чи радіопередачах ніколи не буде антисіоністського присмаку.»
Сам Гарт вважав, що організацію несправедливо називали антисемітською. На слуханнях щодо лобізму в Конгресі США він заявив: «Ми з пошаною ставимось до тих євреїв, які, як ми вважаємо є більшістю євреїв, які, насамперед є американцями; але, звичайно, ми без вагань засуджуємо будь-які групи, чи то єврейські, чи то християнські, які готові використовувати уряд і ресурси Сполучених Штатів для сприяння чужим інтересам».
Через звинувачення в антисемітизмі в організації виникали проблеми з фінансуванням. Тому, на слуханнях в Конгресі Мервін К. Гарт визнав, що не хотів би опубліковувати список спонсорів. 

## Цікаві факти
Організація була включена до «списку ворогів» президента Річарда Ніксона.
За даними реєстру компаній штату Нью-Йорк, юридично Національна економічна рада (ідентифікаційний номер/DOS ID: 36068) і досі існує як неприбуткова організація, однак в 1969 році її цілі було змінено.